# Pierre Souvestre
Pour les articles homonymes, voir Souvestre.
Œuvres principales
- Fantômas

Pierre Souvestre, né le 1er juin 1874 au château de Keraval en Plomelin (Finistère), mort le 25 février 1914 dans le 18e arrondissement de Paris, est un avocat, journaliste et écrivain français, connu pour avoir créé, avec Marcel Allain, Fantômas, le génie du mal par excellence, en 1911. Il est par ailleurs un des premiers historiographes de l'automobile.

## Biographie
Fils d'un préfet de Bretagne qui démissionne de son poste pour s'installer à Paris, il est élève au lycée Janson-de-Sailly et fait des études de droit. Il devient avocat, puis journaliste. Également homme d'affaires, il s'intéresse à l'automobile et est propriétaire d'un garage à Liverpool à partir de 1898, puis d'un second à Paris dès 1905. « Délégué de l'Automobile Club de France, il organise des courses, collabore au journal L'Auto, et écrit des livres techniques, dont un Dictionnaire français-anglais de l'automobile (1910) ». Il est par ailleurs l'auteur en 1907 du livre de référence de l'A.C.F. Histoire de l'automobile, éd. H. Dunod et E. Pinat (ASIN B001BPBE58) [lire en ligne].
Il recueille Marcel Allain lorsque ce dernier est chassé de son foyer par son père. Les deux amis amorcent une collaboration littéraire et, à partir de 1911, commencent ensemble la publication des aventures de Fantômas. Les deux compères signent également de concert la série d'espionnage Naz-en-l'air.
Il meurt d'une congestion pulmonaire à l'âge de 39 ans et est enterré à Plomelin.

## Vie privée
Sa compagne Henriette Kistler épouse Marcel Allain le 27 septembre 1926. Elle meurt en 1956.

## Œuvre

### Romans

#### SérieFantômas
- Fantômas, Fayard, 1911, nouvelleÉcrit avec Marcel Allain. Adapté au cinéma
- Juve contre Fantômas, Fayard, 1911, nouvelleÉcrit avec Marcel Allain. Adapté au cinéma
- Le Mort qui tue, Fayard, 1911, nouvelleÉcrit avec Marcel Allain. Devient Fantômas se venge en 1932.
Adapté au cinéma.
- L'Agent secret, Fayard, 1911, nouvelleÉcrit avec Marcel Allain. Devient Une ruse de Fantômas en 1932.
- Un Roi prisonnier de Fantômas, Fayard, 1911, nouvelleÉcrit avec Marcel Allain.
- Le Policier apache, Fayard, 1911, nouvelleÉcrit avec Marcel Allain. Devient Le Policier… Fantômas en 1932.
Adapté au cinéma sous le titre Fantômas contre Fantômas.
- Le Pendu de Londres, Fayard, 1911, nouvelleÉcrit avec Marcel Allain. Devient Aux mains de Fantômas en 1932.
- La Fille de Fantômas, Fayard, 1911, nouvelleÉcrit avec Marcel Allain.
- Le Fiacre de nuit, Fayard, 1911, nouvelleÉcrit avec Marcel Allain. Devient Le Fiacre de Fantômas en 1932.
- La Main coupée, Fayard, 1911, nouvelleÉcrit avec Marcel Allain. Devient Fantômas à Monaco en 1932.
- L'Arrestation, Fayard, 1911, nouvelleÉcrit avec Marcel Allain. Devient L'Arrestation de Fantômas en 1933.
- Le Magistrat, Fayard, 1912, nouvelleÉcrit avec Marcel Allain. Devient Le Juge Fantômas en 1933.
Adapté au cinéma sous le titre Le Faux Magistrat.
- La Livrée du crime, Fayard, 1912, nouvelleÉcrit avec Marcel Allain. Devient La Livrée de Fantômas en 1933.
- La Mort de Juve, Fayard, 1912, nouvelleÉcrit avec Marcel Allain. Devient Fantômas tue Juve en 1933.
- L'Évadée de Saint-Lazare, Fayard, 1912, nouvelleÉcrit avec Marcel Allain. Devient Fantômas, roi du crime en 1933.
- La Disparition de Fandor, Fayard, 1912, nouvelleÉcrit avec Marcel Allain. Devient Fandor contre Fantômas en 1933.
- Le Mariage de Fantômas, Fayard, 1912, nouvelleÉcrit avec Marcel Allain.
- L'Assassin de Lady Beltham, Fayard, 1912, nouvelleÉcrit avec Marcel Allain. Devient Les Amours de Fantômas en 1933.
- La Guêpe rouge, Fayard, 1912, nouvelleÉcrit avec Marcel Allain. Devient Un défi de Fantômas en 1933.
- Les Souliers du mort, Fayard, 1912, nouvelleÉcrit avec Marcel Allain. Devient Fantômas rôde en 1933.
- Le Train perdu, Fayard, 1912, nouvelleÉcrit avec Marcel Allain. Devient Le Train de Fantômas en 1933.
- Les Amours d'un prince, Fayard, 1912, nouvelleÉcrit avec Marcel Allain. Devient Fantômas s'amuse en 1933.
- Le Bouquet tragique, Fayard, 1912, nouvelleÉcrit avec Marcel Allain. Devient Le Bouquet de Fantômas en 1934.
- Le Jockey masqué, Fayard, 1913, nouvelleÉcrit avec Marcel Allain. Devient Fantômas, roi du turf ! en 1934.
- Le Cercueil vide, Fayard, 1913, nouvelleÉcrit avec Marcel Allain. Devient Le Cercueil de Fantômas en 1934.
- Le Faiseur de reines, Fayard, 1913, nouvelleÉcrit avec Marcel Allain. Devient Fantômas contre l'amour en 1934.
- Le Cadavre géant, Fayard, 1913, nouvelleÉcrit avec Marcel Allain. Devient Le Spectre de Fantômas en 1934.
- Le Voleur d'or, Fayard, 1913, nouvelleÉcrit avec Marcel Allain. Devient Prisonnier de Fantômas en 1934.
- La Série rouge, Fayard, 1913, nouvelleÉcrit avec Marcel Allain. Devient Fantômas s'évade en 1934.
- L'Hôtel du crime, Fayard, 1913, nouvelleÉcrit avec Marcel Allain. Devient Fantômas accuse en 1934.
- La Cravate de chanvre, Fayard, 1913, nouvelleÉcrit avec Marcel Allain. Devient Le Domestique de Fantômas en 1934.
- La Fin de Fantômas, Fayard, 1913, nouvelleÉcrit avec Marcel Allain. Devient Fantômas est-il mort ? en 1934.

#### SérieNaz-en-l'air
Écrit avec Marcel Allain
- Naz-en-l'air (1912)
- Le Secret de Naz-en-l'air (1912)
- L'Ongle cassé (1912)
- Les Tueuses d'hommes (1912)
- Le Mystérieux Clubman (1913)
- Le Roi des flics (1913)
- Évadé de bagne (1913)
- Espions de l'air (1913)
- Crimes d'empereur (1913)
- Haine de bandit (1913)
- L'Échéance fatale (1913)

### Poésie
- En badinant (1894)

### Contes
- Pêle-mêle (1894)
- Les Malheurs de madame Rambuad (1896)

### Théâtre
- Gigolo, drame en cinq actes, Paris, Schaub-Barbré (1913), avec Marcel Allain
- Naz-en-l'air, drame en cinq actes, Paris, Schaub-Barbré (1913), avec Marcel Allain

#### Autre publications
- Silhouettes sportives  (préf. Henri Desgrange), 1903
- Histoire de l'automobile, Paris, H. Dunod et E. Pinat, 1907 (lire en ligne) ; rééd. MAXTOR, novembre 2014.
- L'auto, comment s'en servir, son entretien, 1908
- Dictionnaire français-anglais de l'automobile, 1910